# Kiến trúc hệ thống viễn thông di động toàn cầu
Hệ thống viễn thông di động toàn cầu là một trong số các chuẩn di động 3G, phát triển lên từ EGDE 2.75G; GPRS 2.5G và mạng tổ ong GSM 2G

## Kiến trúc UMTS

Kiến trúc mạng UMTS

Như hình vẽ thể hiện, Mạng UMTS bao gồm 2 phần, phần truy nhập vô tuyến (UMTS Terrestrial Radio Access Network- UTRAN) và phần mạng lõi (core). Phần truy nhập vô tuyến bao gồm Node B và RNC. Còn phần core thì có core cho data bao gồm SGSN, GGSN; Phần core cho voice thì có MCS và GMSC.
•Node B: Chức năng chính của Node B là xử lý lớp vật lý (L1) ở giao diện vô tuyến như mã hóa kênh, đan xen, trải phổ, điều chế... Nó cũng thực hiện một chức năng tài nguyên vô tuyến như điều khiển công suất vòng trong,...
•RNC: Trong trường hợp Node B chỉ có một kết nối với mạng thì RNC chịu trách nhiệm điều khiển Node B được gọi là CRNC. Ngược lại, khi Node B có hơn một kết nối mạng thì các RNC được chia thành hai loại khác nhau theo vai trò logic của chúng.
- RNC phục vụ (Serving RNC): Đây là RNC kết nối cả đường lưu lượng và báo hiệu RANAP với mạng lõi.SRNC cũng kết cuối báo hiệu điều khiển tài nguyên vô tuyến giữa UE và UTRAN, xử lý số liệu lớp 2 (L2) từ/tới giao diện vô tuyến. SRNC của Node B này cũng có thể là CRNC của một Node B khác.
- RNC trôi (Drift RNC): Đây là RNC bất kỳ khác với SRNC, để điều khiển các ô được MS sử dụng. Khi cần, DRNC có thể thực hiện kết hợp và phân chia ở phân tập vĩ mô. DRNC không thực hiện xử lý ở lớp 2 đối số liệu từ/tới giao diện vô tuyến mà chỉ định tuyến số liệu một cách trong suốt giữa các giao diện Iub và Iur. MộtUE có thể không có hoặc có một hay nhiều DRNC.

## Các Giao diện trong mạng
- Giao diện Iub

Giao diện Iub là một giao diện quan trọng nhất trong số các giao diện của hệ thống mạng UMTS. Sở dĩ như vậy là do tất cả các lưu lượng thoại và số liệu đều được truyền tải qua giao diện này, cho nên giao diện này trở thành nhân tố ràng buộc bậc nhất đối với nhà cung cấp thiết bị đồng thời việc định cỡ giao diện này mang ý nghĩa rất quan trọng.
Đặc điểm của giao diện vật lý đối với BTS dẫn đến dung lượng Iub với BTS có một giá trị quy định. Thông thường để kết nối với BTS ta có thể sử dụng luồng E1, E3 hoặc STM1 nếu không có thể sử dụng luồng T1, DS-3 hoặc OC-3. Như vậy, dung lượng của các đường truyền dẫn nối đến RNC có thể cao hơn tổng tải của giao diện Iub tại RNC.Chẳng hạn nếu ta cần đấu nối 100BTS với dung lượng Iub của mỗiBTS là 2,5 Mbps, biết rằng cấu hình cho mỗi BTS hai luồng 2 Mbps và tổng dung lượng khả dụng của giao diện Iub sẽ là 100 x 2 x 2 = 400 Mbps. Tuy nhiên tổng tải của giao diện Iub tại RNC vẫn là 250 Mbps chứ không phải là 400 Mbps.
- Giao diện Iur

Ta có thể thấy rõ vị trí của giao diện Iur trong cấu hình của phần tử của mạng UMTS. Giao diện Iur mang thông tin của các thuê bao thực hiện chuyển giao mềm giữa hai Node B ở các RNC khác nhau. Tương tự như giao diện Iub, độ rộng băng của giao diện Iur gần bằng hai lần lưu lượng do việc chuyển giao mềm giữa hai RNC gây ra.
- Giao diện Iu

Giao diện Iu là giao diện kết nối giữa mạng lõi CN và mạng truy nhập vô tuyến UTRAN. Giao diện này gồm hai thành phần chính là:
• Giao diện Iu-CS: Giao diện này chủ yếu là truyền tải lưu lượng thoại giữa RNC và MSC/VLR. Việc định cỡ giao diện Iu-CS phụ thuộc vào lưu lượng dữ liệu chuyển mạch kênh mà chủ yếu là lượng tiếng.
• Giao diện Iu-PS: Là giao diện giữa RNC và SGSN. Định cỡ giao diện này phụ thuộc vào lưu lượng dữ liệu chuyển mạch gói. Việc định cỡ giao diện này phức tạp hơn nhiều so với giao diện Iub vì có nhiều dịch vụ dữ liệu gói với tốc độ khác nhau truyền trên giao diện này.
- Giao diện Uu

Đây là giao diện không dây (duy nhất) của mạng UMTS. Tất cả giao diện khác đều có dây dẫn hết. Liên lạc trên giao diện này dựa vào kỹ thuật FDD/TDD WCDMA. Thật ra, nếu nhìn trên tổng thể kiến trúc mạng UMTS ta sẽ thấy là "nút cổ chai" của mạng UMTS chính là ở capacity của giao diện Uu này. Nó sẽ giới hạn tốc độ truyền thông tin của mạng UMTS. Nếu ta có thể tăng tốc độ data rate của giao diện này thì ta có thể tăng tốc độ của mạng UMTS. Thế hệ tiếp theo của UMTS đã sử dụng OFDMA kết hợp MIMO thay vì WCDMA để tăng tốc độ....

## Lõi mạng Core Network
Trong phần mạng lõi (core) có 2 phần, mạng lõi data (gồm 2 thực thể chính là SGSN và GGSN) và mạng lõi cho voice (gồm GMSC và MSC). Ngoài 4 thực thể vừa nêu, chúng ta còn có các thành phần khác như là HLR (HSS), VLR, AuC, EiR, BG. Vài trò, và các chức năng chính của từng thành phần sẽ được miêu tả ngắn gọn trong bài viết này.
- SGSN = Serving GPRS Support Node. Trong mạng lõi GPRS của 1 operator có nhiều SGSN chứ không phải chỉ có 1. Mỗi SGSN kết nối trực tiếp với một số RNC. Mỗi RNC lại quản lý một số Node B, và mỗi node-B sẽ có một số UE đang nối kết. SGSN quản lý tất cả các UE đang sử dụng dịch vụ data trong vùng của nó. Vài trò của SGSN là

- Authenticate (xác minh) các UE đang dùng dịch vụ data nối kết với nó
- Quản lý việc đăng ký của 1 UE vào mạng GPRS (data)
- Quản lý quá trình di động của UE. Cụ thể là SGSN phải biết là UE hiện đang nối kết với thằng Node-B nào tại một thời điểm. Tùy theo UE đang ở mode active (đang liên lạc) hay idle (không liên lạc) mà độ chính xác của thông tin liên quan đến vị trí UE sẽ khác nhau. SGSN sẽ phải quản lý và theo dõi sự thay đổi vị trí (location area identity/ routing area identity) của UE theo thời gian.
- Tạo dựng, duy trì và giải phóng các "PDP context" (các thông tin liên quan đến connection của UE mà nó cho phép/quy định việc gửi và nhận thông tin của UE)
- Nhận và chuyển thông tin từ ngoài mạng data (Internet chẳng hạn) đến UE và ngược lại.
- Quản lý việc tính tiền (billing) đối với các UE
- Tìm và đánh thức idle UE khi có cuộc gọi tìm đến UE (paging)
- etc...
- GGSN= Gateway GPRS Support Node. Như đúng tên gọi của nó, nó là một cái gateway giữa mạng GPRS/UMTS và các mạng ở ngoài (external network, như Internet chẳng hạn, các mạng GPRS khác). Vài trò của nó

- Nhận và chuyển thông tin từ UE gửi ra ngoài mạng external và ngược lại từ ngoài đến UE. Packet thông tin từ SGSN gửi đến GGSN sẽ được "decapsulate" trước khi gửi ra ngoài vì thông tin truyền giữa SGSN và GGSN là truyền trên 'GTP tunnel'.
- Nếu thông tin từ ngoài đến GGSN để gửi đến một UE trong khi chưa tồn tại PDP context, thì GGSN sẽ yêu cầu SGSN thực hiện paging và sau đó sẽ thực hiện quá trình PDP context để chuyển cuộc gọi đến UE.
- Trong suốt quá trình liên lạc thông qua nối kết mạng UMTS, UE sẽ chỉ connect với 1 GGSN (mà GGSN đó nối kết với dịch vụ mà UE đang dùng). Dù có di chuyển đi đâu đi nữa, GGSN vẫn không đổi. Dĩ nhiên là SGSN, RNC và Node-B sẽ thay đổi. GGSN cũng tham gia vào quản lý quá trình di động của UE.
SGSN và GGSN đều có 1 địa chỉ IP cố định (có thể là private IP).